# Здравеопазване на Суверенния Малтийски орден
Здравеопазване на Суверенния Малтийски орден – част от организираните грижи на Малтийския орден за болните. Суверенният Малтийски орден поддържа медицински пунктове в Европа, Азия, Африка, Северна Америка, Южна Америка, Австралия. Открива и поддържа болници в Германия, Франция, Великобритания, Италия, Полша, Чехия, Перу, Бразилия, Аржентина, Австралия, САЩ, Ливан, Того, Камбоджа, Палестина, Мадагаскар и др.
Голяма част от болничните заведения на ордена са съсредоточени в Европа, и най-вече в Германия, Италия и Франция. Болниците на ордена в Рим специализират в неврохирургия и рехабилитация на пациенти, докато тези във Великобритания и Германия имат специални отделения за неизлечимо болни пациенти. Такива отделения работят и в Аржентина, Австралия, Италия, Южна Африка и САЩ.
Суверенният Малтийски орден притежава 11 медицински пункта в Ливан, 3 от които са сериозно разрушени по време на военния конфликт с Израел. Всички болници и пунктове са възстановени и работят.
Покрай болниците във Франция, Френската асоциация на Малтийския орден има медицински центрове и благотворителни медицински пунктове в Бенин, Буркина Фасо, Камерун, Мадагаскар и Того. В Сенегал и Камбоджа Малтийският орден е отворил специални центрове за лекуване на прокажени, тъй като в продължение на много години помощта за страдащите от проказа (на латински: Lepra) е била една от основните дейности на Ордена в страните от Третия свят. Орденът притежава над 350 болнични заведения в Демократична република Конго, а програмите му срещу СПИН се реализират в Африка и Централна Америка, като оказват помощ на болни майки и техните новородени деца в Южна Африка и Филипините.